# Olympische Sommerspiele 1960/Radsport – Zeitfahren Bahn (Männer)
Das 1000-m-Zeitfahren im Bahnradsport der Männer bei den Olympischen Sommerspielen 1960 in Rom wurde am 26. August im Velodromo Olimpico ausgetragen.

## Ergebnisse
| Rang | Athlet                | Nation                  | Zeit        | Anm. |
| ---- | --------------------- | ----------------------- | ----------- | ---- |
| 1    | Sante Gaiardoni       | Italien                 | 1:07,27 min | WR   |
| 2    | Dieter Gieseler       | Deutschland             | 1:08,75 min |      |
| 3    | Rostislaw Wargaschkin | Sowjetunion             | 1:08,86 min |      |
| 4    | Piet van der Touw     | Niederlande             | 1:09,20 min |      |
| 5    | Ian Chapman           | Australien              | 1:09,55 min |      |
| 6    | Anésio Argenton       | Brasilien               | 1:09,96 min |      |
| 7    | Jean Govaerts         | Belgien                 | 1:10,23 min |      |
| 8    | Josef Helbling        | Schweiz                 | 1:10,42 min |      |
| 9    | Les Haupt             | Südafrikanische Union   | 1:10,61 min |      |
| 10   | János Söre            | Ungarn                  | 1:10,63 min |      |
| 11   | Warwick Dalton        | Neuseeland              | 1:10,68 min |      |
| 12   | Ion Ioniță            | Rumänien                | 1:10,91 min |      |
| 13   | Allen Bell            | Vereinigte Staaten      | 1:11,33 min |      |
| 14   | Luis Serra            | Uruguay                 | 1:11,42 min |      |
| 15   | Mauricio Mata         | Mexiko                  | 1:11,61 min |      |
| 16   | Michel Scob           | Frankreich              | 1:11,65 min |      |
| 17   | Karl Barton           | Großbritannien          | 1:11,72 min |      |
| 18   | Bontscho Nowakow      | Bulgarien               | 1:11,73 min |      |
| 19   | Tetsuo Ōsawa          | Japan                   | 1:11,86 min |      |
| 20   | Günther Kriz          | Österreich              | 1:12,58 min |      |
| 21   | Paul Nyman            | Finnland                | 1:14,11 min |      |
| 22   | Diego Calero          | Kolumbien               | 1:14,18 min |      |
| 23   | Clyde Rimple          | Westindische Föderation | 1:16,08 min |      |
| 24   | Michael Horgan        | Irland                  | 1:17,18 min |      |
| 25   | Muhammad Ashiq        | Pakistan                | 1:20,17 min |      |

## Weblink
- Ergebnisse in der Datenbank von Olympedia.org (englisch)